# Pawłogradka
Pawłogradka (ros. Павлоградка) – osiedle typu miejskiego w Rosji, w obwodzie omskim, ośrodek administracyjny rejonu pawłogradzkiego. W 2021 liczyło 7218 mieszkańców.